# Grégory Bouchelaghem
Grégory Bouchelaghem, dit GregMMA, né le 23 mars 1978 à Mantes-la-Jolie, est un pratiquant français d'arts martiaux mixtes (MMA). Il est reconnu comme un pionnier national dans sa discipline, étant le premier français à avoir vaincu un combattant invaincu du prestigieux circuit américain de l'Ultimate Fighting Championship (UFC),,,,.

## Biographie
Grégory Bouchelaghem naît à Mantes-la-Jolie d'une mère française (Marie-José) et d'un père immigré algérien (Bakir) travaillant chez Renault,. Sa famille paternelle est d'ethnie mozabite. Avant sa naissance, ses parents ont déménagé du quartier du Val Fourré vers un pavillon de Magnanville, où il grandit. Dans sa jeunesse, il s'essaye à un certain nombre de sports comme le tennis, le rugby (de 1986 à 1990), le kayak (de 1991 à 1992), le judo (en 1994) et enfin le karaté (à partir de 1995),,. C'est dans cette dernière discipline qu'il excelle, au point d'en devenir le champion des Yvelines dès 1996. Cette même année, il décroche un baccalauréat économique et social et s'inscrit en licence de STAPS pour devenir professeur de sports dans les écoles. Cependant, ces deux expériences en milieu scolaire se passent mal et il arrête les études au bout de deux ans. Il enchaîne alors les petits boulots à Auchan, Dunlopillo et dans une usine de caoutchouc.

## Palmarès en arts martiaux mixtes
| 13 combats     | 9 victoires | 4 défaites |
| Par KO         | 4           | 2          |
| Par soumission | 4           | 0          |
| Sur décision   | 1           | 2          |

| Résultat | Record | Adversaire          | Méthode                             | Événement                               | Date            | Round | Temps | Lieu                      | Notes |
| -------- | ------ | ------------------- | ----------------------------------- | --------------------------------------- | --------------- | ----- | ----- | ------------------------- | --- |
| Victoire | 9-4    | Claudio Rocha (en)  | TKO (ground and pound)              | HEXAGONE MMA 30                         | 7 juin 2025     | 1     | 4:42  | Reims, France             | |
| Victoire | 8-4    | Antonio Zovak       | TKO (soumission aux coups de coude) | HEXAGONE MMA 17                         | 2 juin 2024     | 1     | 0:59  | Paris, France             | |
| Victoire | 7-4    | Martin Horský       | Soumission (clé de bras)            | HEXAGONE MMA 13                         | 26 janvier 2024 | 1     | 2:27  | Paris, France             | |
| Victoire | 6-4    | Gianluca Locicero   | TKO (coups de poing au sol)         | HEXAGONE MMA 10                         | 28 juillet 2023 | 1     | 0:15  | Orange, France            | TKO le plus rapide de sa carrière. |
| Défaite  | 5-4    | Gegard Mousasi      | TKO (soumission aux coups de poing) | Cage Warriors 26: Enter The Rough House | 9 décembre 2006 | 1     | 2:20  | Nottingham, Angleterre    | |
| Défaite  | 5-3    | Paulo Filho         | Décision (unanime)                  | Pride Bushido 11                        | 4 juin 2006     | 2     | 5:00  | Saitama, Japon            | |
| Défaite  | 5-2    | Roan Carneiro (en)  | Décision (partagée)                 | WCFC - No Guts, No Glory                | 18 mars 2006    | 3     | 5:00  | Manchester, Angleterre    | |
| Victoire | 5-1    | Andrei Semenov (en) | Décision                            | M-1: France vs. Russia                  | 3 novembre 2005 | 3     | 5:00  | Saint-Pétersbourg, Russie | |
| Victoire | 4-1    | Robert Mitchell     | Soumission (étranglement arrière)   | Cage Warriors 13: Strike Force 2        | 16 juillet 2005 | 2     | 3:41  | Coventry, Angleterre      | |
| Victoire | 3-1    | Ross Pointon        | Soumission (étranglement arrière)   | Cage Warriors 12: Strike Force          | 21 mai 2005     | 1     | 4:10  | Coventry, Angleterre      | |
| Défaite  | 2-1    | Matt Ewin           | TKO (arrêt du coin)                 | Cage Warriors 7: Showdown               | 9 mai 2004      | 4     | 2:25  | Barnsley, Angleterre      | |
| Victoire | 2-0    | Mark Weir (en)      | Soumission (étranglement arrière)   | XFC 2: The Perfect Storm                | 9 novembre 2003 | 1     |       | Cornouailles, Angleterre  | Devient le premier français à battre un combattant victorieux de l'Ultimate Fighting Championship (UFC) et, qui plus est, le détenteur du KO le plus rapide de l'histoire de l'UFC à l'époque,. |
| Victoire | 1-0    | Ben Dandois         | TKO (coups de poing)                | World Absolute Fight 2                  | 22 mars 2003    | 2     | 0:17  | Marrakech, Maroc          | |

## Ouvrage
- GregMMA : tous mes combats, Paris, Solar Éditions, 18 novembre 2021, 170 p. (ISBN 978-2-263-17640-1).